# Ah Via Musicom
Albums de Eric Johnson
Tones
(1986) Venus Isle
(1996)
Ah Via Musicom est le troisième album du guitariste Eric Johnson, paru en 1990 sur le label Capitol.

## Titres
Face A
1. Ah via musicom - 2 min 4 s
2. Cliffs of Dover - 4 min 10 s
3. Desert rose - 4 min 55 s
4. High landrons - 5 min 46 s
5. Steve's boogie - 1 min 51 s

Face B
1. Trademark - 4 min 45 s
2. Nothing can keep me from you - 4 min 23 s
3. Song for George - 1 min 47 s
4. Righteous - 3 min 27 s
5. Forty mile town - 4 min 13 s
6. East west - 3 min 28 s

## Réception
Sur le guide musical AllMusic, Robert Taylor indique que le jeu de Johnson est limpide avec une recherche stylistique évidente mais déplore comparativement à l'interprétation sur son instrument l'intérêt de la partie chantée, en soulignant aussi que « cet enregistrement a atteint une dimension presque de classique dans la communauté des guitaristes ».